# Guerrilla Radio
«Guerrilla Radio» es la segunda pista del álbum de 1999 The Battle of Los Angeles de la banda de rap metal estadounidense Rage Against The Machine. Ganaron el premio Grammy de "Mejor Performance de Hard Rock" por esta canción. Ha sido uno de sus temas más conocidos. "Guerrilla Radio" también ha aparecido en videojuegos como Tony Hawk's Pro Skater 2 y Madden NFL 10, además de ser una canción descargable para las series de Rock Band.
"Guerrilla Radio" fue tocada en el The Late Show with David Letterman en 1999. Durante los comerciales, tocaron Bulls on Parade, y la canción duró hasta los créditos. David Letterman dijo, bromeando, "Espero que ellos (RATM) hayan hecho su trabajo de escuela". El concierto fue polémico, ya que Zack de la Rocha levantó el dedo del medio en televisión en vivo, además el mismo uso una polera de "Liberen a Mumia Abu-Jamal".
La canción fue versionada por la banda de lounge y comedia Richard Cheese and Lounge Against The Machine, cuyo título hace referencia al mismo RATM.
Además, en su proyecto en solitario, The Nightwatchman, Tom Morello toca una versión acústica de la canción.
En abril de 2007, Alanis Morrisete la versionó en vivo. Es necesario destacar que el álbum de RATM Evil Empire sacó del número 1 de "Billboard 200" al álbum de Morrisete Jagged Little Pill, en 1996.
En julio de 2007, el video de "Guerrilla Radio" fue situado en el #45 en la lista de MuchMusic de los 50 vídeos más controversiales por cantidades extremas de profanidad. Sin embargo, apareció en RTPN Adverts en el verano de 2006, como una canción instrumental.
Esta canción es una de las que aparecieron en el álbum Body of War: Songs that Inspired an Iraq War Veteran.
Debutó en vivo el 11 de septiembre de 1999 en el Oxford Zodiac, en Inglaterra.
Además, es una de las 31 canciones en el caso RIAA contra Tenenbaum, que resultó en encontrar a Tenenbaum culpable de infringir copyright, en julio de 2009.

## Vídeo
El vídeo fue dirigido por la compañía Squeak Pictures en Los Ángeles en octubre de 1999 y dirigido por Honey, que representa al matrimonio Laura Kelly y Nicholas Brooks. El vídeo toca el tema de la explotación de trabajadores, parodia los populares comerciales de fines de los 90s de Gap. Estos comerciales presentaban gente bella y joven cantando canciones delante de un telón blanco, usando ropa Gap. La frase "everybody in denial" (todos en negación, siendo la "negación" la ropa Gap) de repente aparece en pantalla.
El video de Guerrilla Radio comienza con suave música de elevador, y se aprecian trabajadores de una fábrica que explota a sus trabajadores, con sus respectivas mesas, trabajando, delante de un telón blanco. Luego, la música de elevador es interrumpida y aparece la frase "everybody in denial". La canción entonces comienza, con la banda sentada, tocando calmadamente sus instrumentos, delante de un telón blanco. A lo largo del video, se aprecia un hombre guardando dinero de los trabajadores en sus bolsillos, alejando a una niña de su madre, y la banda tocando en una oscura habitación.

## Contenido
La versión normal solo contenía dos pistas:
1. «Guerrilla Radio»
2. «Without a Face» (en vivo)

### Ediciones limitada del Reino Unido
Hay dos ediciones limitadas en el Reino Unido:

#### Edición 1
1. «Guerrilla Radio»
2. «No Shelter»
3. «The Ghost of Tom Joad»

#### Edición 2
1. «Guerrilla Radio» (versión para la radio)
2. «Fuck Tha Police» (en vivo, cover de N.W.A.)
3. «Freedom» (en vivo)